# Smittium gravimetallum
Smittium gravimetallum är en svampart som beskrevs av Ferrington, Lichtw. & Hayford 2000. Smittium gravimetallum ingår i släktet Smittium och familjen Legeriomycetaceae.   Inga underarter finns listade i Catalogue of Life.